# Greves dos trabalhadores da educação nos Estados Unidos em 2018–2019
As greves dos trabalhadores da educação de 2018-2019 nos Estados Unidos tiveram início em 22 de fevereiro de 2018, após sindicalistas locais terem forçado a direção estadual da Virgínia Ocidental das filiais da Federação Americana de Professores e da Associação Nacional de Educação da Virgínia Ocidental a realizar uma votação de greve. A greve – que terminou com o regresso dos professores às salas de aula a 7 de março – inspirou greves semelhantes a nível estadual em Oklahoma e no Arizona. Também inspirou protestos em menor escala de funcionários escolares no Kentucky, na Carolina do Norte e no Colorado, e levou a uma greve de motoristas de ônibus escolares no estado da Geórgia. Além disso, por esta altura, os  professores adjuntos [en] da Virginia Commonwealth University [en] em Richmond, na Virgínia, protestaram por causa dos salários.
As greves continuaram no outono de 2018, quando se verificou uma falha na negociação coletiva entre o Sindicato dos professores de Los Angeles [en] e o Distrito Escolar Unificado de Los Angeles [en] em setembro de 2018, o que levou a uma greve que começou em janeiro de 2019. Isto também resultou numa greve de professores na Virgínia, um estado de longa data com direito ao trabalho, bem como em Denver e Oakland, na Califórnia. A onda nacional de greves tem sido referida como Red for Ed ou #RedForEd, com os trabalhadores em greve a usarem frequentemente camisetas vermelhas para mostrar solidariedade. As razões dadas para a escolha da cor vermelha vão desde o fato de muitas das greves iniciais terem sido em estados vermelhos (controlados pelos republicanos) até à ideia de que os orçamentos das escolas públicas estão no vermelho.
As motivações para as greves incluíam o desejo de aumentar os salários dos professores e do pessoal de apoio, maiores orçamentos escolares, salas de aula mais pequenas e outras questões. Os níveis de sucesso das greves variaram, com a greve da Virgínia Ocidental a ser considerada mais bem sucedida, enquanto os professores de Oklahoma receberam relativamente poucas concessões.

## Origens e contexto
As discussões sobre uma greve na Virgínia Ocidental começaram no início de 2018. Na primeira semana de fevereiro, os professores fizeram “walk-ins” nas escolas e alguns protestaram em frente ao Capitólio Estadual da Virgínia Ocidental. A greve foi bem sucedida e inspirou os professores de outros estados a fazerem greve também.
No início de abril, o estado de Oklahoma tornou-se o segundo a entrar em greve, sendo a primeira vez que se realizou uma  greve de professores no estado desde 1990. A greve durou 10 dias, de 2 a 12 de abril, depois de os salários dos professores terem sido aumentados em 6 000 dólares e os salários do pessoal de apoio terem sido aumentados em 1 250 dólares.
Ao final de abril, os professores do Arizona e do Colorado entraram em greve. No estado do Colorado, a greve, começou em 27 de abril e terminou em 12 de maio, enquanto a paralisação no Arizona durou de 26 de abril a 3 de maio.
No mês de maio de 2018, foi noticiado que os professores da Carolina do Norte poderiam ser os próximos de entrar em greve, tornando-se assim o quinto estado a ter uma greve de professores. Isto foi atribuído ao fato do estado estar classificado em 41º lugar no país em termos de salários para professores e de a despesa por aluno ser negativa em 12 por cento. Além disso, foi referido que os professores da Carolina do Norte sofreram uma diminuição de cinco por cento nos salários desde 2008. Além disso, os professores contratados depois de 1º de janeiro de 2021 não iriam receber benefícios de saúde, além de terem de pagar 10 000 dólares por ano de seguro de saúde.
Devido ao fato da maioria das greves terem ocorrido em estados predominantemente conservadores e governados pelo Partido Republicano, as greves foram designadas por “Revolta dos Estados Vermelhos, o que levou vários políticos republicanos a cederem às suas exigências, no período que antecedeu as eleições intercalares de 2018.

### Custos das pensões
Uma das principais razões para a diminuição dos salários dos professores e para a redução do financiamento das escolas é a grande quantidade de dinheiro desviado dos orçamentos atuais para pagar as responsabilidades dos educadores em matéria de pensões não financiadas. No Colorado, os pagamentos dos distritos escolares ao fundo público de pensões quase duplicaram desde 2006, de cerca de 10 por cento da folha de pagamentos para 20 por cento.
Um estudo de 2016 concluiu que apenas 30% do dinheiro que os distritos escolares pagam para os benefícios de reforma de um educador são efetivamente canalizados para a pensão desse educador, sendo 70% utilizados para pagar dívidas não financiadas nesse sistema de pensões.

### Demandas
O que unia todas as greves, eram as reivindicações por aumento dos salários. Em Oklahoma e na Virgínia Ocidental, respetivamente fontes de petróleo e carvão, as reivindicações incluíam o financiamento do aumento das despesas com a educação através de impostos centrados nestes setores.

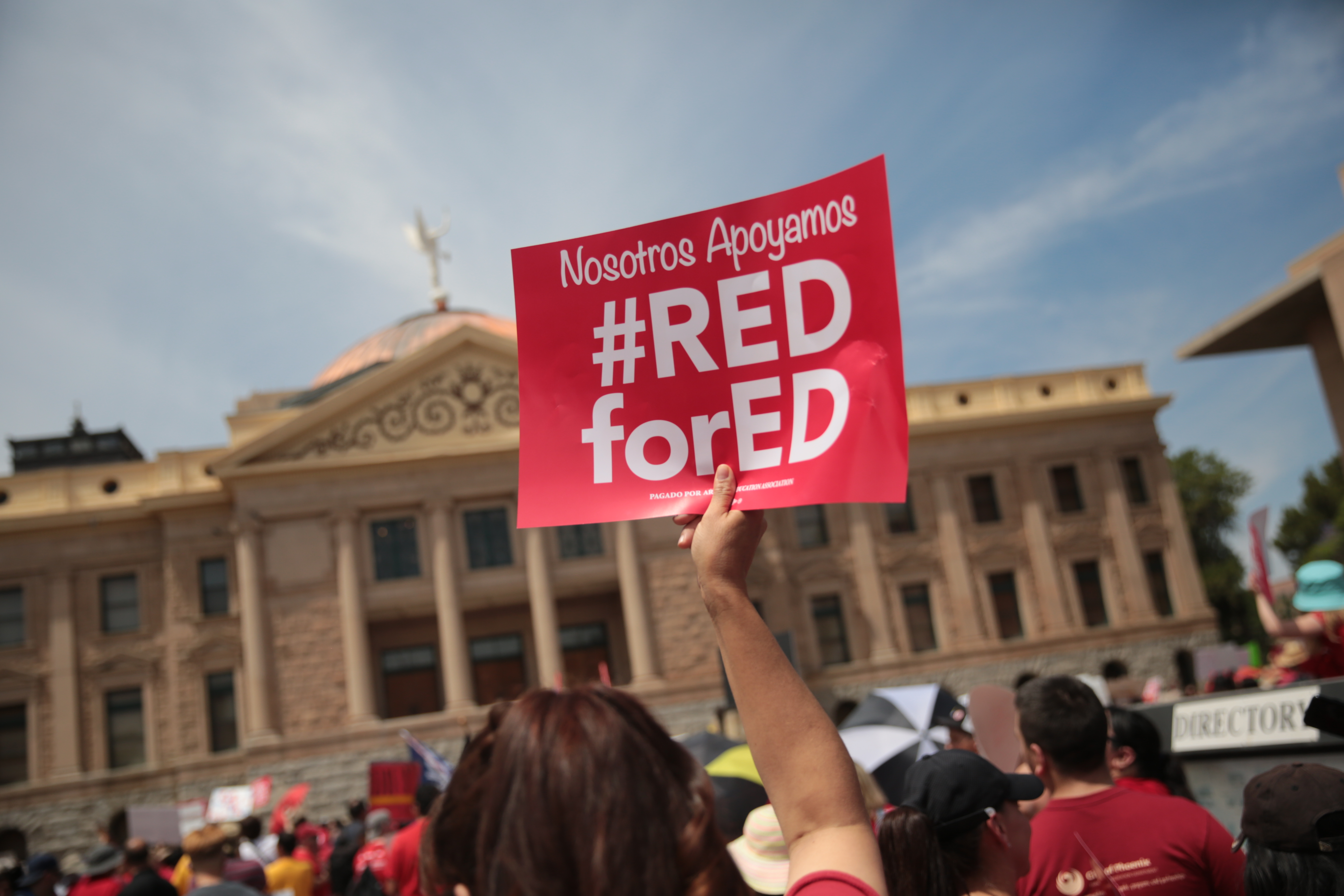
Professores em greve no Arizona, na capital do estado, com o slogan Red for Ed em 2018.

## Greves
| Estado             | Localização                                    | Data de início          | Status dos protestos                                                                          | Resultado |
| ------------------ | ---------------------------------------------- | ----------------------- | --------------------------------------------------------------------------------------------- | --- |
| Arizona            | Estadual                                       | 26 de abril de 2018     | Encerrado em 3 de maio de 2018                                                                | - Greve estadual - Aumento salarial de 20% para professores até 2020 - Aumento de 9% no ano letivo de 2018–19 - Aumentos subsequentes de 5% nos dois anos seguintes - Salários aumentados para funcionários de apoio |
| Califórnia         | Los Angeles                                    | 14 de janeiro de 2019   | Encerrado em 22 de janeiro de 2019                                                            | - Greve distrital de professores - Aumento salarial de 6% - Redução no tamanho das turmas - Aumento no número de funcionários de apoio                                                                               |
| Califórnia         | Oakland                                        | 21 de fevereiro de 2019 | Encerrado em 28 de fevereiro de 2019                                                          | - Greve distrital de professores - Aumento salarial de 11% em quatro anos - Redução no tamanho das turmas - Suspensão do fechamento de escolas por 5 meses                                                           |
| Califórnia         | Sacramento                                     | 11 de abril de 2019     | Greve de um dia                                                                               | |
| Califórnia         | Union City                                     | 20 de maio de 2019      | Encerrado em 7 de junho de 2019                                                               | |
| Colorado           | Estadual                                       | 27 de abril de 2018     | Encerrado em 12 de maio de 2018                                                               | - Greve de professores em vários condados - Aumento salarial de 2% - Orçamento da educação restaurado aos níveis pré-recessão                                                                                        |
| Colorado           | Denver                                         | 11 de fevereiro de 2019 | Encerrado em 14 de fevereiro de 2019                                                          | - Greve distrital de professores - Aumento salarial de 7 a 11% - Alterações na escala de pagamento, enfatizando treinamento e experiência dos professores                                                            |
| Geórgia            | Condado de DeKalb [en]                         | 19 de abril de 2018     | Encerrado em 23 de abril de 2018                                                              | - Greve dos motoristas de ônibus do condado de DeKalb - Sete motoristas demitidos - Negociações coletivas em andamento                                                                                               |
| Kentucky           | Estadual                                       | 2 de abril de 2018      |                                                                                               | - Greve de professores em vários condados - Protestos no Capitólio do Kentucky |
| Carolina do Norte  | Estadual [en]                                  | 16 de maio de 2018      | Greve de um dia                                                                               | - Greve de professores em vários condados - Protestos no Capitólio do Estado da Carolina do Norte |
| Carolina do Norte  | Estadual                                       | 1º de maio de 2019      | Greve de um dia                                                                               | - Mais da metade dos distritos escolares forçados a fechar |
| Oklahoma           | Estadual [en]                                  | 2 de abril de 2018      | Encerrado em 12 de abril de 2018                                                              | - Greve estadual de professores - Aumento salarial de $6.000 para professores - Aumento salarial de $1.250 para funcionários de apoio - Aumento no financiamento público escolar através de imposto sobre tabaco     |
| Carolina do Sul    | Estadual                                       | 1º de maio de 2019      | Greve de um dia                                                                               | - Mais de 10.000 pessoas no capitólio estadual - Vários distritos escolares forçados a fechar |
| Tennessee          | Nashville                                      | 3 de maio de 2019       | Negociações em andamento. Escolas públicas de Nashville solicitaram aumento de financiamento. | - "Greve por doença" por professores de Escolas Públicas Metropolitanas de Nashville [en] |
| Virgínia           | Greve da Virginia Commonwealth University [en] | 28 de fevereiro de 2018 | Encerrado em 12 de maio de 2018                                                               | - Protestos de professores auxiliares - Aumento de 25% nos salários dos auxiliares |
| Virgínia           | Estadual [en]                                  | 28 de janeiro de 2019   | Greve de um dia                                                                               | - Greve de professores em vários condados - Protestos no Capitólio do Estado da Virgínia - Aumento salarial de 5% para professores                                                                                   |
| Virgínia Ocidental | Estadual                                       | 22 de fevereiro de 2018 | Encerrado em 7 de março de 2018                                                               | - Greve estadual - Aumento salarial de 5% para professores |